# Бюльбюль лаоський
Бюльбю́ль лаоський (Pycnonotus hualon) —  вид горобцеподібних птахів родини бюльбюлевих (Pycnonotidae). єдиний представник монотипового роду Лаоський бюльбюль (Nok).

## Поширення
Ендемік Лаосу. Поширений в провінції Саваннакхет, а також може траплятися в провінціях Болікхамсай та Кхаммуан. Мешкає у карстовому рагеоні. Місцевість характеризується крутою місцевістю з виходом вапняку та низькими (менше 4 м заввишки) деревами та чагарниками.

## Таксономія
Вид описано у 2009 році під назвою Pycnonotus hualon. Видова назва hualon походить від лаоського слова, що означає «лисий». Молекулярне дослідження 2018 року виявило, що вид не слід відносити до роду Pycnonotus. В результаті для нього був створений окремий рід Nok (від лаоського «птах»)

## Опис
Основне забарвлення оливково-зелене. Лице голе, рожеве. Шкіра навколо очей блакитнувата. Довжина двох зібраних до теперішнього часу особин становила близько 20 см, вага - 32-40 г. Груди і черево жовтувато-сірі, верхні частини тіла оливкового забарвлення, горло білувате.